# Hoher Stein (berg i Tjeckien)
Hoher Stein är ett berg i Tjeckien, på gränsen till Tyskland. Det ligger i den västra delen av landet, 140 km sydväst om huvudstaden Prag. Toppen på Hoher Stein är 704 meter över havet.
Terrängen runt Hoher Stein är huvudsakligen kuperad, men åt nordväst är den platt. Runt Hoher Stein är det ganska tätbefolkat, med 83 invånare per kvadratkilometer. Närmaste större samhälle är Nýrsko, 8,5 km öster om Hoher Stein. I omgivningarna runt Hoher Stein växer i huvudsak blandskog.